# کوییک‌درا

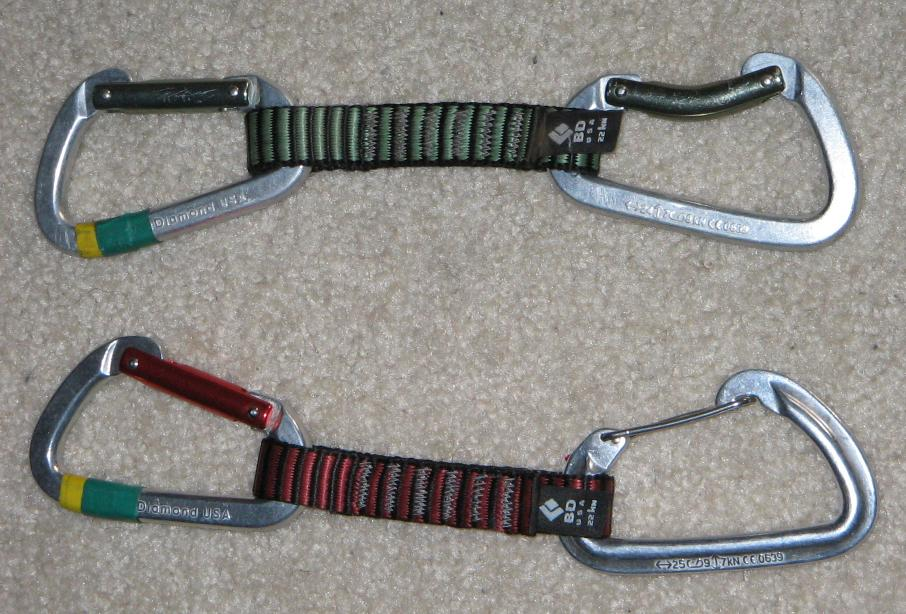
دو کوییک درا. ورودی طناب فلزی در بالا و ورودی طناب سیمی در پایین.

کوییک درا از تجهیزات صعودهای ورزشی است که در سنگنوردی و یخنوردی کاربرد دارد. این وسیله از یک اسلینگ که به دو طرف آن کارابین متصل شده‌است تشکیل می‌شود و به ابزارها، پیچ‌ها و میخ‌های میانی متصل می‌شود و اجازه می‌دهد طناب آزادانه از آنها عبور کند. طرفی که کارابین با دهانه صاف دارد برای اتصال به ابزار و طرفی که کارابین با دهانه خمیده دارد برای عبور طناب‌است.